# Jevhenija Jarošyns'ka
Jevhenija Ivanivna Jarošyns'ka (in ucraino Євгенія Іванівна Ярошинська?; Čun'kiv, 18 ottobre 1868 – Černivci, 21 ottobre 1904) è stata una scrittrice, pedagogista ed etnografa ucraina.

## Biografia
Jevhenija Jarošyns'ka è nata nel villaggio di Čun'kiv, nella regione di Kitsman, nel nord della Bucovina, allora parte dell'impero austro-ungarico e diventata in seguito territorio ucraino del distretto di Černivci. Il padre, Ivan Yaroshynsky, lavorava come insegnante in una scuola pubblica. Yevheniya si diplomò nel 1882 nel Gymnasium di Chernivtsi, ma non proseguì gli studi perché il padre ritenne che dovesse occuparsi delle attività domestiche e di cura della famiglia.  Yevheniya continuò autonomamente ad istruirsi, leggendo i classici della letteratura, in lingua originale Goethe, Schiller, Heine, Lessing, nelle traduzioni Byron, Shakespeare, Molière. Nel 1886, all'età di 18 anni, pubblicò i suoi primi racconti su un periodico viennese in lingua tedesca, la lingua ufficiale allora imposta alla popolazione della Bucovina.
Sotto l'influenza dello scrittore e folclorista Yuriy Fedkovych, fondatore nel 1885 di Bukovyna, il primo giornale in lingua ucraina, attorno al quale si raccolsero gli esponenti della cultura progressista ucraina, Yevheniya iniziò a scrivere nella sua lingua madre e ad avvicinarsi alla letteratura ucraina (Kotlyarevsky, Hrebinka, Kvigka-Osnovyanenko, Mark Vovchko, Shevchenko, Franko). Approfondì le sue conoscenze del folclore locale, collezionando e registrando canzoni popolariː «L'autocoscienza nazionale si è risvegliata in me, ho sentito che è meglio lavorare per la mia gente che per gli altri».
Raccolse i testi di circa 450 canzoni popolari bucoviniane e per questa sua attività nel 1889 le venne assegnata una medaglia d'argento e un premio in denaro (500 rubli) dalla sezione etnografica della Società geografica russa di San Pietroburgo.

Negli anni ottanta e novanta raccolse materiale folcloristico ed etnografico, come disegni di ricami popolari, uova di Pasqua, abiti tradizionali, erbari, rituali dl calendario, proverbi e leggende popolari. Pubblicò articoli su periodici ucraini, tedeschi e cechiː racconti scritti in ucraino, traduzioni letterarie, articoli su questioni contemporanee nella società bucovina. Nel 1891 visitò una mostra etnografica a Praga con la scrittrice femminista ucraina Nataliya Kobrynska e alcuni intellettuali bucovini, restando molto impressionata dall'attivismo delle donne ceche. In quello stesso anno inviò all'associazione Società dell'Illuminismo di Leopoli un'indagine folclorica ed etnografica sui riti nuziali del popolo bucoviniano-russo nei sobborghi della Transnistria che l'anno seguente venne pubblicata nella rivista della società.

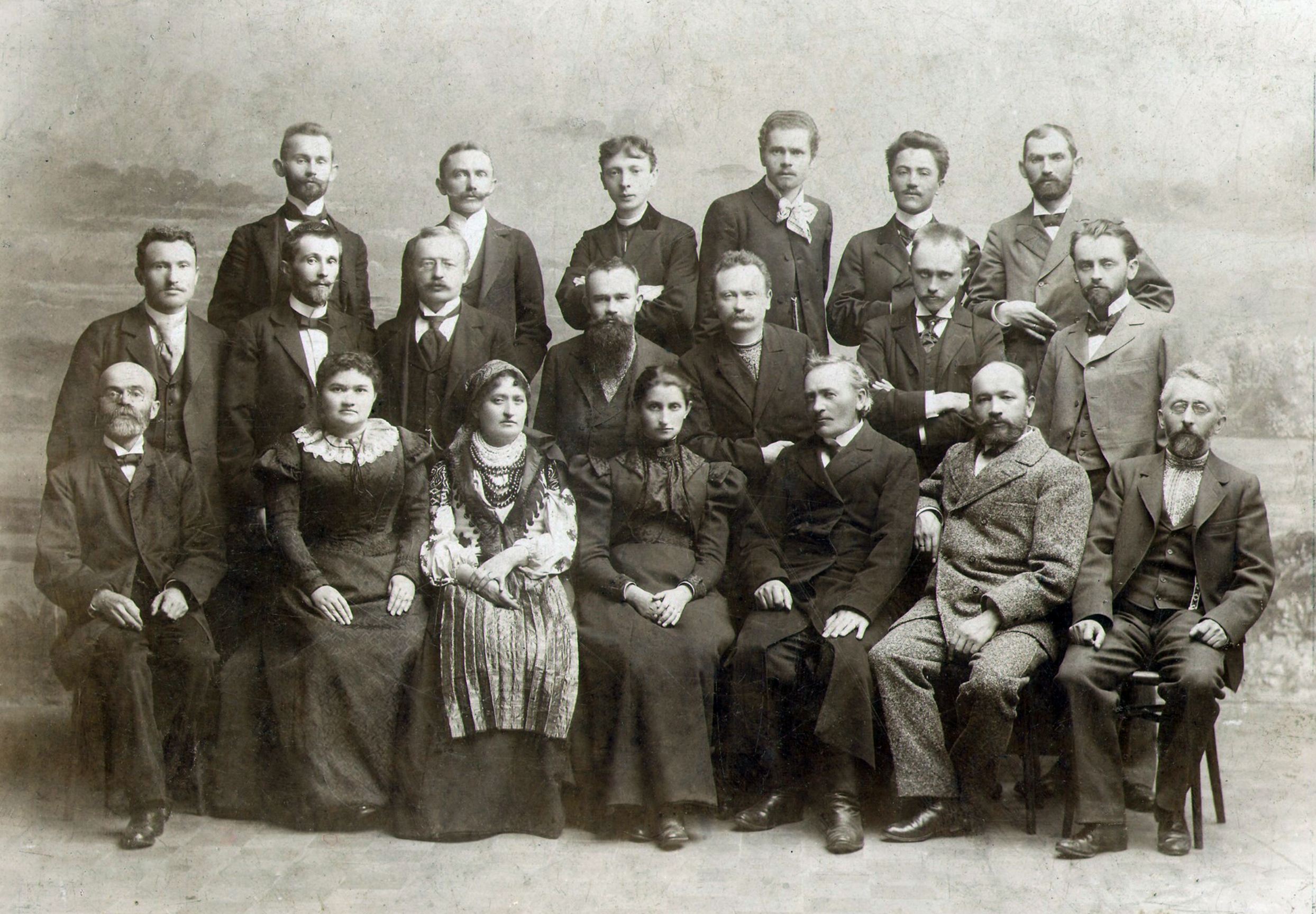
Partecipanti al Congresso degli scrittori ucraini del 1898, in occasione del centesimo anniversario della pubblicazione dell'Eneide travestita (Kotljarevskij) dello scrittore ucraino Ivan Petrovyč Kotljarevs'kyj. Yevheniya Yaroshynska è la seconda in basso da sinistra.

Parallelamente all'attività letteraria e di ricerca folclorica continuò a coltivare la sua passione per l'insegnamento. Nel 1892 iniziò la formazione come insegnante, completata nel 1896 con il conseguimento dell'abilitazione. Insegnò ai bambini in diversi villaggiː prima alla scuola elementare nel villaggio di Bridok e poi in una scuola nel villaggio di Raranča, dove era preside suo padre, dedicandosi a sviluppare in loro l'amore per la lingua madre e l'arte popolare. Dopo aver frequentato un corso di tessitura, insegnò alle ragazze e alle contadine quest'arte, perché potessero servirsene come fonte di reddito supplementare per le loro famiglie.
Il suo contatto con gli scolari la spinse a pubblicare fiabe e racconti su riviste per bambini e articoli su riviste educative. Nel 1887 divenne membro dell'Associazione pedagogica ucraina Ruska şkola (Scuola Russa, in ucraino Руська школа) che pubblicava libri di testo e letteratura extrascolastica per gli scolari, e prese parte a molte delle sue attività.  Pubblicò i risultati delle sue ricerche e riflessioni sull'educazione delle ragazze nelle famiglie bucovine nella rivista pedagogica in lingua tedesca Bukovynska Shkola.
Yevheniya prese anche parte alle attività del movimento delle donne in Ucraina. Partecipò agli incontri della Jinocea hromada (Comunità delle donne, in ucraino: Жіноча громада) e successivamente organizzò le sezioni dell'associazione nei villaggi di Vadul Nistrului e Raranča. Collaborò nella pubblicazione del secondo almanacco femminista Nasha dolia (Il nostro destino) di Natalija Kobrynska e, incoraggiata da quest'ultima e da Olha Kobyljanska, scrisse numerosi articoli e tenne conferenze sul ruolo delle donne nella società, sostenendo il diritto delle ragazze a studiare nelle università e ad avere parità di trattamento in ambito lavorativo. Istituì inoltre circoli di lettura dove leggeva i giornali ai contadini per informarli sulla situazione politica e culturale contemporanea.
Morì di peritonite in un ospedale di Chernivtsi nel 1904, all'età di 36 anni, e fu sepolta a Chernivtsi.

## Opere
La sua produzione comprende 45 opere per bambini, più di trenta racconti, saggi, tre romanzi, indagini folcloristiche ed etnografiche, una ventina di articoli giornalistici, lettere ai contemporanei, traduzioni. Molti dei suoi racconti includono canzoni popolari, conferendo originalità alle sue opere.
Selezioni delle sue opere sono state pubblicata nel 1958 (a cura di A. Korzhupo). nel 1968 (a cura di F. Pogrebennik) e nel 2007 (a cura di L. Kovalets). Nel 1972 sono state pubblicate le canzoni popolari raccolte da Yaroshynska con il titolo Narodni pisni z-nad Dnistra (Canzoni popolari del Dniester settentrionale).